# Olly Alexander
Olly Alexander, właśc. Oliver Alexander Thornton (ur. 15 lipca 1990 w Harrogate) – brytyjski piosenkarz, aktor i scenarzysta, wokalista zespołu Years & Years. Reprezentant Wielkiej Brytanii w 68. Konkursie Piosenki Eurowizji (2024).

## Życiorys
Urodził się w Anglii. Jego matka, Vicki Thornton, była jedną z założycielek Coleford Music Festival.
Początkowo rozwijał się aktorsko, zagrał w kilku spektaklach i filmach, m.in. Summerhill, Bright Star, Tormented (wraz z Alex Pettyfer) i Wkraczając w pustkę oraz w Wielkie nadzieje, w którym odegrał rolę Herberta Pocketa. Był współtwórcą scenariusza oraz muzyki do filmu Talerz i Łyżka (2011), w którym również grał. Podłożył głos Księciu Augustowi w Podróżach Guliwera. Zagrał również drugoplanową rolę prześladowcy Cassie w końcowej serii Kumpli. Zagrał jedną z głównych ról w filmie Stuarta Murdocha Dziewczyny (2014). Pojawił się również w The Riot Club, filmowej adaptacji popularnej sztuki Laury Wade o tym samym tytule.
W 2010 dołączył do składu zespołu Years & Years, z którym tworzy muzykę z pogranicza R&B, electropopu i elementów house’u z lat 90. W 2015 zdobyli prestiżową nagrodę BBC Sound of 2015 oraz byli nominowani do nagrody Critics’ Choice. W marcu 2015 wydali singiel „King”, który stał się numerem jeden na UK Singles Chart. Ich debiutancki album, zatytułowany Communion, został wydany 10 lipca 2015 i zadebiutował na pierwszym miejscu UK Albums Chart. 6 lipca 2018 wydał z zespołem album pt. Palo Santo.
16 grudnia 2023 podczas finału programu Strictly Come Dancing ogłoszono, że będzie reprezentował Wielką Brytanię w Konkursie Piosenki Eurowizji 2024 w Malmö. Po tym ogłoszeniu powiedział w wywiadzie dla BBC, że „poczuł, że to właściwy moment, aby zacząć wydawać muzykę pod moim [własnym] nazwiskiem [zamiast Years & Years]”. 7 lutego ujawnił, że będzie reprezentował kraj z piosenką „Dizzy”. 11 maja wystąpił jako trzynasty w kolejności startowej i zajął 18. miejsce, zdobywszy 46 punktów, w tym 46 pkt od jury (13. miejsce) i 0 pkt od widzów (25. miejsce).

## Życie prywatne
Jest gejem. W jednym z wywiadów przyznał, że pisane przez niego teksty piosenek dotyczą jego relacji z mężczyznami i pisane są z homoseksualnej perspektywy. Był związany z Neilem Milanem Amin-Smithem, byłym członkiem grupy Clean Bandit.

## Dyskografia

### Single
| Rok                                                      | Tytuł                           | Najwyższa notowana pozycja | Album |
| Rok                                                      | Tytuł                           | UK                         | Album |
| -------------------------------------------------------- | ------------------------------- | -------------------------- | ----- |
| 2024                                                     | „Dizzy”                         | 42                         | –     |
| 2024                                                     | „Kite” (oraz Benjamin Ingrosso) | –                          | –     |
| „–” oznacza, że singel nie był notowany na danej liście. |                                 |                            |       |

## Filmografia
| Rok  | Tytuł                    | Rola           |
| ---- | ------------------------ | -------------- |
| 2008 | Summerhill               | Ned            |
| 2009 | Dust                     | Elias          |
| 2009 | Tormented                | Jason          |
| 2009 | Jaśniejsza od gwiazd     | Tom Keats      |
| 2009 | Wkraczając w pustkę      | Victor         |
| 2010 | Podróże Guliwera         | Książę August  |
| 2011 | Talerz i łyżka           | Chłopak        |
| 2012 | Wielkie nadzieje         | Herbert Pocket |
| 2012 | Wymarzona pogoda na ślub | Tom            |
| 2013 | Weekend ostatniej szansy | Michael        |
| 2013 | Kumple (gościnnie)       | Jacob          |
| 2014 | Dom grozy (gościnnie)    | Fenton         |
| 2014 | Klub dla wybrańców       | Toby Maitland  |
| 2014 | Dziewczyny               | James          |
| 2015 | Funny Bunny              | Titty          |
| 2021 | It's a Sin               | Ritchie Tozer  |